# 上高施氏牌坊
上高施氏牌坊，位于山东省泰安市泰山区上高街道。是中华人民共和国山东省省级文物保护单位之一。
2015年6月23日，列入第五批山东省文物保护单位，该文物保护单位分类为古建筑。